# Roberto Quadalti
Roberto Quadalti (Bubano, 29 luglio 1946) è un ex calciatore italiano, di ruolo centrocampista.

## Carriera
Centrocampista offensivo, debutta in Serie D con il Baracca Lugo e successivamente si trasferisce al Viareggio, dove mette a segno 17 reti nel campionato di Serie D 1967-1968, giocando da seconda punta.
L'anno seguente passa al Bologna, con cui disputa 4 gare in Serie A, e nei tre anni seguenti gioca 22 partite in Serie B con l'Arezzo.
Passa poi al Ravenna ed al Clodia Sottomarina in Serie C, prima di tornare ad Arezzo e chiudere la carriera in Serie D con l'Imola nel 1977.